# Гнойовий Микола Іванович
Микола Іванович Гнойови́й (22 квітня 1915, Кобелячок — 12 листопада 1995, Харків) — український графік; член Харківської організації Спілки художників України з 1948 року.

## Біографія
Народився 22 квітня 1915 року в селі Кобелячку (тепер Кременчуцький район Полтавської області, Україна). Впродовж 1932—1938 років навчався у Харківському художньому технікумі; у 1938—1941 років та у 1945—1947 роках — у Харківському художньому інституті (викладачі Олексій Кокель, Василь Мироненко, Йосип Дайц). Брав участь у німецько-радянській війні. Нагороджений орденом Вітчизняної війни ІІ ступеня (6 квітня 1985), медаллю «За бойові заслуги» (26 вересня 1944).
Впродовж 1946—1973 років викладав у Харківському державному художньому училищі та Харківському художньо-промисловому інституті. Жив у Харкові в будинку на вулиці Дарвіна № 37, квартира № 3. Помер у Харкові 12 листопада 1995 року.

## Творчість
Працював у галузі станкової і книжкової графіки. Серед робіт:
офорти
- серія «Спогади» (1947 — «Фронтова весна», «На нову позицію»);
- «В поле» (1959);
- «Озимина» (1960; папір, монотипія);
- «Оранка» (1960);
- «На пташнику» (1960);

ілюстрації
- до роману Миколи Трублаїні «Глибинний шлях» (1947);
- до повістей Олеся Донченка: «Школа над морем» (1948), «Лісничиха» (1948), «Заповітне слово» (1949);
- збірки Хани Левіної «Моїм друзям» (1949).

Брав участь у виставках у Харкові (від 1939), Києві (від 1948), Одесі (1953), Москві (1948—1957), Тбілісі (1949), Вільнюсі (1951), Астрахані (1953—1954), Варшаві (1955), Брюсселі (1958). Персональна виставка відбулася у Варшаві у 1956 році.
Роботи художника зберігаються в Національному художньому музеї України в Києві, Дніпровському, Полтавському і Харківському художніх музеях, Національному музеї у Львові.